# Клара фон Саксония-Лауенбург
Клара фон Саксония-Лауенбург (на немски: Klara von Sachsen-Lauenburg; * 13 декември 1518, Лауенбург; † 27 март 1576, Барт, Померания) от род Аскани, е принцеса от Херцогство Саксония-Лауенбург и чрез женитба херцогиня на Херцогство Гифхорн.

## Живот
Тя е третата дъщеря на херцог Магнус I фон Саксония-Лауенбург (1470 – 1543) и съпругата му Катарина фон Брауншвайг-Волфенбютел (1488 – 1563), дъщеря на херцог Хайнрих I фон Брауншвайг-Волфенбютел. По-малка сестра е на Доротея (1511 – 1571), омъжена 1525 г. за крал Кристиан III от Дания и Норвегия, и на Катарина (1513 – 1535), омъжена 1531 г. за крал Густав I Васа от Швеция.
Клара се омъжва на 29 септември 1547 г. в дворец Нойхауз за Франц фон Брауншвайг-Люнебург (1508 – 1549) от род Велфи, херцог на Брауншвайг-Люнебург, княз на Люнебург и херцог на Гифхорн. Бракът трае само три години, понеже Франц умира през 1549 г.
След смъртта на нейния съпруг Клара получава като вдовица дворец Фалерслебен (във Волфсбург), построен от нейния съпруг. Тя довършва строежа през 1551 г. Там тя живее повече от 27 години и се ангажира за селището.

Клара умира през 1576 г. при посещение при дъщеря си Клара в Барт и е погребана там в църквата „Мария“. Нейният гроб в дворцовата капела в Гифхорн е празен.

## Деца
Клара и Франц фон Брауншвайг-Люнебург имат две дъщери:
- Катерина (* 1548, † 10 декември 1565)

⚭ Хайнрих VI, бургграф фон Майсен (1536 – 1572)
- Клара (* 1 януари 1550, † 26 януари 1598)

⚭ 1.: Бернхард VII, княз фон Анхалт-Десау (1540 – 1570)
⚭ 2.: Богислав XIII, херцог фон Померания (1544 – 1606)